# Szufnarowa
Szufnarowa – wieś w Polsce, położona w województwie podkarpackim, w powiecie strzyżowskim, w gminie Wiśniowa.
| SIMC    | Nazwa      | Rodzaj    |
| ------- | ---------- | --------- |
| 0667431 | Blich      | część wsi |
| 0667448 | Dudniacz   | część wsi |
| 0667454 | Dział      | część wsi |
| 0667460 | Krosno     | część wsi |
| 0667477 | Liwek      | część wsi |
| 0667483 | Łyskówka   | część wsi |
| 0667490 | Mały Las   | część wsi |
| 0667508 | Niebylec   | część wsi |
| 0667514 | Pająkówka  | część wsi |
| 0667520 | Pniaki     | część wsi |
| 0667537 | Półanki    | część wsi |
| 0667543 | Rakówki    | część wsi |
| 0667550 | Rzeki      | część wsi |
| 0667566 | Świerczyna | część wsi |
| 0667572 | Wytrząska  | część wsi |

W latach 1975–1998 wieś administracyjnie należała do województwa rzeszowskiego.
Siedziba parafii Matki Bożej Ostrobramskiej, należącej do dekanatu Wielopole Skrzyńskie, diecezji rzeszowskiej.
Przez wieś przebiega droga wojewódzka nr 986.
W Szufnarowej urodzili się:
- ks. prałat Jan Gabor – dziekan dekanatu Oleśnica wschód i wieloletni proboszcz Parafii św. Józefa Oblubieńca NMP w Bierutowie
- Danuta Lato – modelka i piosenkarka
- Romuald Pitera – pisarz, redaktor, działacz gospodarczy[8]